# MIPSel
MIPSel, pour MIPS endianness little[réf. nécessaire], désigne une architecture MIPS dont l'endianness est orienté little-endian. Étant donné que la plupart des architectures MIPS ont l'endianness réglable, on utilise la notion de MIPSel seulement pour caractériser un processeur, pour lequel on précise déjà l'information little-endian.
Par commodité, pour nommer des paquetages de logiciels et des compilateurs croisés (cross-compiler), on utilise mipsel pour les systèmes little-endian et mips pour les systèmes big-endian.
Cette architecture est notamment utilisée sur une version des Wifibot  distribués par Robosoft « http://www.robosoft.fr/ »(Archive.org • Wikiwix • Archive.is • Google • Que faire ?)